# Servet Tazegül
Servet Tazegül (n. 26 septembrie 1988, Nürnberg, RFG) este un taekwondist ce a reprezentat Turcia, medaliat olimpic. A participat la 3 ediții ale Jocurilor Olimpice (2008, 2012, 2016) în care a câștigat o medalie de aur și o medalie de bronz.